# Pístovice
Pístovice è una frazione del comune di Račice-Pístovice del distretto di Vyškov, in Moravia Meridionale, Repubblica Ceca. Sino al 1960 è stata entità comunale autonoma poi è stata unita a Račice per formare il nuovo comune.

## Geografia fisica

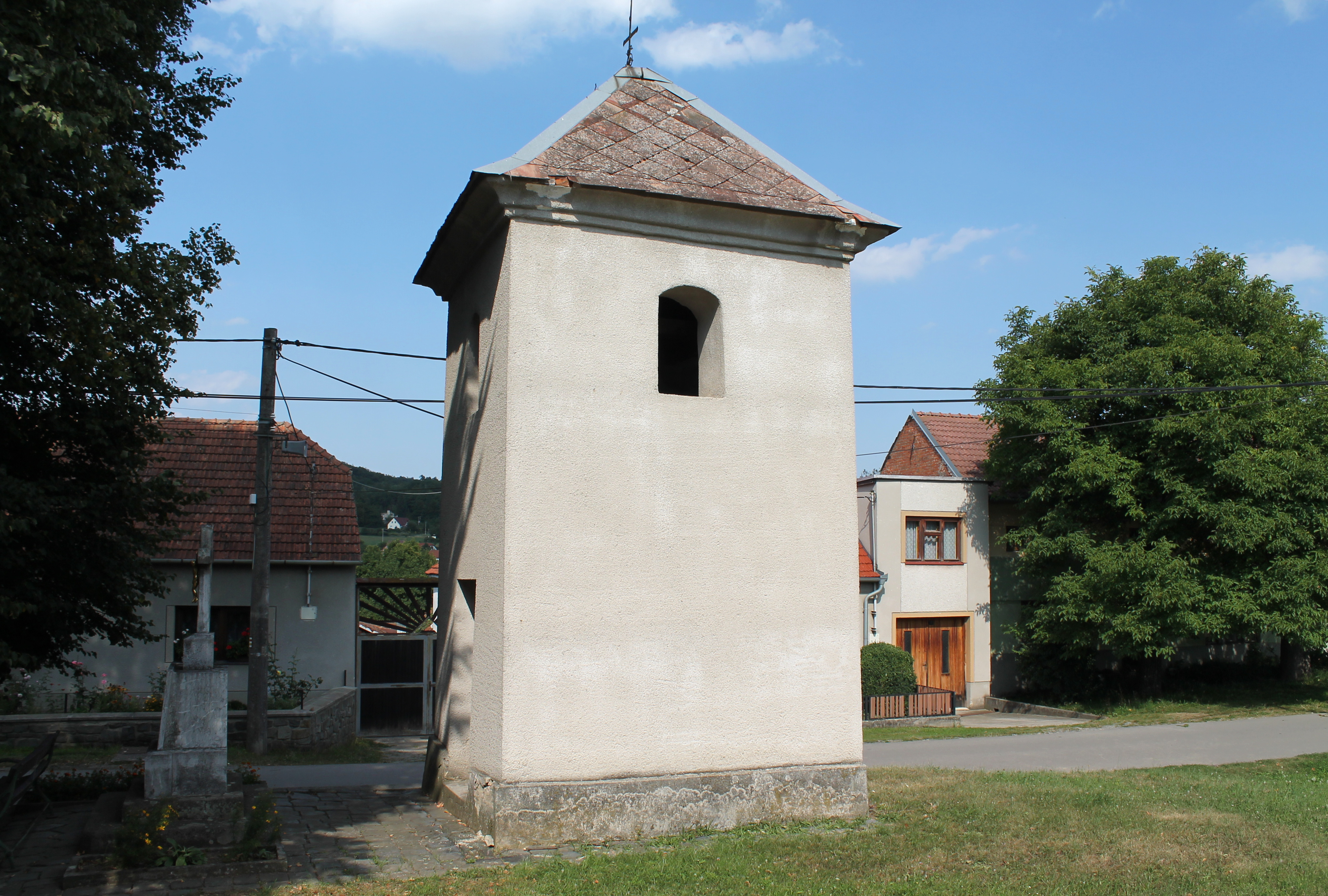
Torre campanaria di Pístovice risalente al XVIII secolo

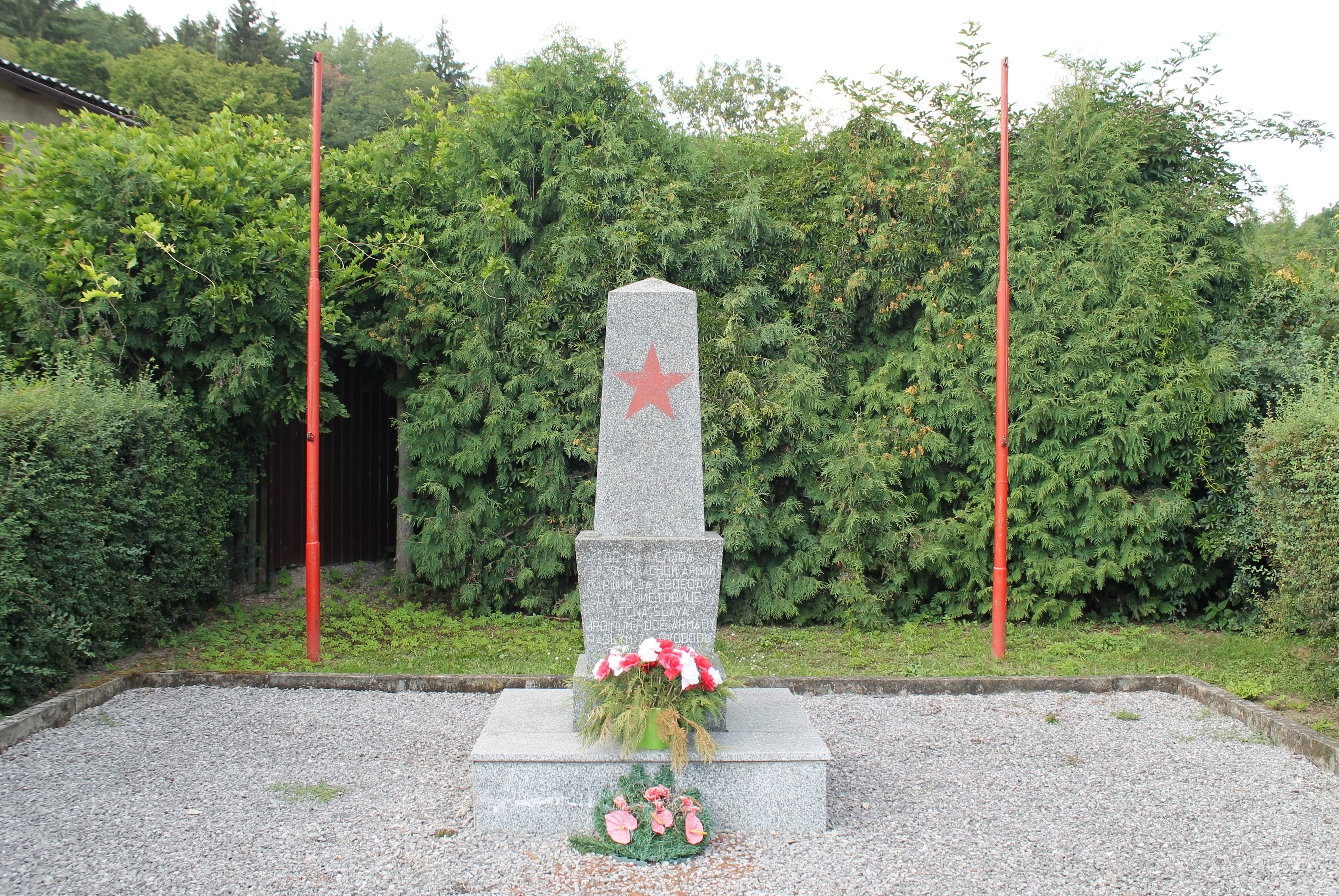
Monumento ai caduti dell'Armata Rossa durante la seconda guerra mondiale

Il territorio di Pístovice è pianeggiante e si estende nel sud est dell'altopiano di Drahan e nella sua area si trova il piccolo specchio d'acqua del laghetto di Pístovice.

## Storia
Il sito di Pístovice viene citato per la prima volta nel 1376. Dal 1826 divenne comune autonomo nel distretto di Vyškov. Quando vi fu la mobilitazione generale dell'esercito cecoslovacco, nel 1938 Ludvík Krejčí trasferì lo stato maggiore a Račice e nei dintorni. Il dipartimento organizzativo del personale si trovava a Pístovice.

## Monumenti e luoghi d'interesse
- Torre campanaria. Si trova al centro dell'abitato. Ha pianta quadrata ed è in mattoni. La copertura del tetto è quattro falde in ardesia ed alla sommità è posta una croce a due bracci. Lo spazio interno ha un soffitto piano, in travi a vista. Il campanile storico del paese risale alla fine del XVIII secolo e la tutela dei monumenti della Repubblica Ceca considera la torre campanaria di Pístovice un monumento culturale nazionale tutelato col numero di catalogo 1000130645.[6]
- Monumento ai caduti dell'Armata Rossa

### Aree naturali
- Laghetto di Pístovice. Si trova all'estremità sud orientale dell'abitato e viene alimentato dal ruscello Rakovci che nasce a ovest della valle Rakovec. In estate è una frequentata meta turistica.[7]